# The Public Ledger

The Public Ledger est l'un des plus vieux magazines britanniques au monde toujours publiés. Aujourd'hui, il fournit des informations et des prix dans le domaine de l'agriculture. 
Créé en 1760, il contenait à l'origine une grande quantité d'informations politiques, commerciales, et sociétales, accompagnées de commentaires. 

## Histoire
La plupart des sources suggèrent que The Public Ledger fut publié pour la première fois le 11 janvier 1760, mais d'autres sources indiquent les dates du 12 janvier 1760, voire, un an plus tôt, en 1759. 
Le fondateur John Newbery, fils d'un fermier du Berkshire, apprend le métier avec son mentor William Carnan, et hérite de son entreprise à sa mort. Il déménage à Londres en  1743, tenant un commerce appelé The Bible and Sun au 65 de St. Paul's Churchyard, d'où il publie des livres religieux, des livres pour enfants et The Public Ledger. The Public Ledger prendra pour slogan « Ouvert à tous partis, influencé par aucun ».

## Rédacteurs célèbres
Oliver Goldsmith est connu pour avoir écrit dans The Public Ledger, dans lequel il a notamment inclus ses Lettres Chinoises dans lesquelles il prend le point de vue d'un voyageur chinois qui commente les valeurs et comportements occidentaux. Il mentionne d'ailleurs « The Ledger » dans sa nouvelle The Vicar of Wakefield
.
Le révérend William Jackson, prêtre irlandais, journaliste, metteur en scène, et espion, fut éditeur du journal en 1766, suivi par l'irlandais Leonard MacNally dans les années 1780. Hugh Kelly, dramaturge et poète, a aussi eu cette responsabilité avant son décès en 1777. Son successeur est Alexander Chalmers.